# Kat Stephie Holst
Kat Stephie Holst Brandt (født 10. juli 1986 i København) er en dansk skuespiller og sangerinde kendt fra popgruppen Sukkerchok.

## Karriere
Startede som børnemodel i en alder af kun 4 år og begyndte at synge som 5 årig. Allerede som 12 årig begyndte Kat Stephie Holst at skrive sange og begyndte at indspille sine første numre som 16 årig.
Kat Stephie gik på Nørre Gymnasium og blev sproglig/musikalsk student i 2006.
Kat Stephie har deltaget i tv-programmer som Idols, Hit Makers, Zulu Djævleræs og Zulu Kvægræs 2.
Kat Stephie Holst har skrevet og udgivet sange for Københavns Kommune ("Vi Er København", 2010) og poptrioen Sukkerchok ("Rør Mig", 2010).
Sammen med Sukkerchok deltog hun i Dansk Melodi Grand Prix i 2009 med "Det Dét" og med "Kæmper for kærlighed" i 2010. Gruppen fik også succes med titelsangen til femte sæson af Paradise Hotel; "Hvor som helst - når som helst", som har solgt platin.
I efteråret 2023 annoncerede hun, at hun var begyndt at sælge billeder af sine fødder via OnlyFans. I marts 2024 annoncerede hun, at hun var stoppet igen.

## Privatliv
Kat Stephie dannede i en årrække par og var gift med Lars Holst Godbersen, der er en af folkene bag Flying Superkids. De gik fra hinanden i 2019.
Kat Stephie blev gift med Michael Holst Brandt i 2021.

## Diskografi
Med Sukkerchok
- Hvor som helst - når som helst (2009)
- De 1000 drømmes nat (2010)

Solo singler

• En Chance Mere - Benjamin Led Remix (2024)
• Du Ik’ Forkert (2024)
•  En Chance Mere (2024)
• It Was You (2023)
• Meltdown (2014)
• Bliv Ved Med At Drømme (2014)
• Uforbedrelig (2013)

## Filmografi
- Isas Stepz (2010, 1 episode) - Sukkerchok
- Reunion (2015, kortfilm) - Anne
- En af drengene (2022, kortfilm) - Stephanie
- Jeg gør det igen (2023, kortfilm) - Anja
- Bedre tider (2023) - psykolog
- The Ryme (2024, kortfilm) - Politiassistent Mary